# Joseph Gordon Coates
Joseph Gordon Coates fue un político neozelandés, Primer ministro de Nueva Zelanda entre el 30 de mayo de 1925 y el 10 de diciembre de 1928. Fue miembro del Parlamento de Nueva Zelanda entre 1911 y 1943 y participó en varios gobiernos reformistas y de coalición siempre con una participación destacada. Antes de dedicarse a la política trabajaba en las tierras de su padre.

## Inicios políticos
En 1911 fue elegido por primera vez diputado como liberal independiente. Sin embargo ya en 1912 se unió a las filas del Partido Reformista, principal apoyo de los sectores agrarios. Después de participar en la Primera Guerra Mundial, destinado en Francia, lo nombraron ministro de Telégrafos y de Justicia en el gabinete de William Massey. En ese mismo gobierno  ocupó más adelante el ministerio de Trabajo (1920-1926) y de Ferrocarriles (1923-1928), ocupando durante un tiempo esos ministerios también cuando lideró el gobierno. Entre 1921 y 1925 ocupó el ministerio de Asuntos Indígenas, destacando por ser el primer ministro descendiente de europeos en mostrar preocupación por los maoríes y mantuvo una estrecha relación con Apirana Ngata, uno de los más destacados políticos maoríes de principios del siglo XX.

## Primer ministro y participación en gobiernos de coalición
Coates pasó a ser primer ministro tras la muerte de Massey y que Francis Bell declinara convertir su gobierno interino en oficial. El gobierno de Coates estuvo marcado por la recesión económica a la que fue incapaz de hacer frente y provocó la derrota de los reformistas en las elecciones de 1928. Su paso por la oposición, intentando reconstruir su partido, fue muy breve pues en 1930 aceptó participar en el gobierno de coalición para hacer frente a la Gran depresión liderado por George Forbes. Como vice primer ministro llevó a cabo las principales medidas económicas del gobierno y defendió la posición neozelandesa, partidaria de un mejor control del sistema monetario, en los foros internacionales, ganando así el apoyo del electorado. Sin embargo los reformistas volvieron a perder las elecciones en 1936 y tras las fusión de su partido con el Partido Nacional pasó a un segundo plano. Volvió a formar parte de un gobierno durante la Segunda Guerra Mundial, en el gabinete de crisis formado por Peter Fraser. Ocupó el ministerio de las Fuerzas Armadas y Coordinación de la Guerra, teniendo un papel clave en la política militar seguida por el gobierno. Murió en 1943 ocupando este cargo.